# Coleophora broennoeella
Coleophora broennoeella é uma espécie de mariposa do gênero Coleophora pertencente à família Coleophoridae.